# Антигравітація
Антигравітація — гіпотетична властивість тіл, протилежна за проявами до гравітації, а також спосіб зменшення чи подолання дії гравітації. Термін широко використовується у науковій фантастиці.

## У фізиці
Думка про існування антигравітації походить від часу відкриття позитрона в 1932 році. За аналогією з електричним зарядом, припускається, що існує і гравітаційний заряд, який може бути позитивним чи негативним. Звідси бере своє коріння ідея про те, що антиматерія володіє антигравітацією. Тобто, речовина, складена з антиматерії, буде не притягувати іншу антиматерію (і можливо матерію), а відштовхувати її.
Більшість науковців заперечують існування антигравітації в такому розумінні, оскільки гравітація залежить від маси, котра не буває від'ємною. Також вона порушує принцип еквівалентності, котрий полягає в тому, що спостерігач не може жодним чином відрізнити дію гравітаційного поля від сили інерції, що виникає в системі відліку, яка рухається з прискоренням. У той же час немає підстав стверджувати, що для антиматерії принцип еквівалентності буде зберігатись. Анігіляція антиматерії при зіткненні з матерією не дозволяє перевірити це експериментально з достатньою точністю.
Припускається, що антигравітаційний ефект можливий шляхом екранування від гравітаційного поля. Проте як і у випадку з антиматерією, це порушувало б принцип еквівалентності, а наявні результати експериментів перебувають в межах похибки.

## У фантастиці

Обкладинка «Amazing Stories», присвячена твору Едварда Елмера Сміта

### У літературі
Найраніший опис в художній літературі сили, протилежної силі тяжіння, наявний в утопічному романі Френсіса Годвіна «Людина на Місяці» (1638). Там автор згадує камінь ебелус, здатний робити людину невагомою. Джордж Такер у романі «Подорож на Місяць» (1827) вигадав антигравітаційний метал лунарій, яким обшито космічний корабель. Письменники кінця XIX століття послуговувалися терміном «апергій», що означав принцип протидії тяжінню. Він зокрема згадується в «Навколо зодіаку» (1880) Персі Грега і «Подорожі в інші світи» (1894) Джона Якоба. Герберт Велз у творі «Перші люди на Місяці» (1901) послав корабель на супутник Землі з допомогою кейвориту — матеріалу, що екранує об'єкти від гравітації.
Тема пристроїв для подолання гравітації була поширена після Другої світової війни. Вона розвивалася в таких творах, як «Скайларк із космосу» (1928) Едварда Елмера Сміта, «Світ Ā» (1945) Альфреда ван Вогта, «Рівень шуму» (1952) Реймонда Джонса, серії «Міста в польоті» Джеймса Бліша. Артур Селлінгс в романі «Q-ефект» (1966) описав біологічний надпровідник, що забезпечував левітацію.

### У кінематографі
- 1960 — Мовчазна зірка
- 1995 — Антигравітація
- 2007 — Ефект Бхаратана
- 2012 — Залізне небо

### У відеоіграх
В іграх серії Mass Effect наявний вигаданий «нульовий елемент», який при дії на нього електричного заряду може як збільшувати, так і зменшувати масу об'єктів.

## Паранаука
У паранаукових концепціях, чимало з яких стали частиною масової культури, антигравітація пропонується поясненням багатьох таємничих явищ. Її винайдення приписується Ніколі Теслі, Томасу Таунсенду Брауну, нацистським ученим. Існує припущення, що Філадельфійський експеримент був випробуванням антигравітаційного пристрою. Володіння антигравітацією часто приписується інопланетянам і їхнім кораблям, що з'являються як НЛО.

## Інтернет-ресурси
- Антигравітація